# Almik wielki
Almik wielki (Solenodon arredondoi) – ssak owadożerny z rodziny almikowatych.

## Średnie wymiary
Długość ciała to ok. 0,5 metra. Waga ok. 2 kg.

## Występowanie
Almik wielki jest wymarłym gatunkiem. Jego szczątki znaleziono w zachodniej Kubie. Ich wiek nie jest pewny, datowane są na Plejstocen lub Holocen, od 2,6 mln - 11,7 tys. lat temu do dziś. Były prawdopodobnie jedynymi dużymi drapieżnikami występującymi na Kubie przed pojawieniem się człowieka. 

## Wyginięcie
Uważa się, że do wymarcia tego gatunku przyczyniło się niszczenie ich siedlisk oraz wprowadzenie drapieżnych psów na tereny Kuby przez mieszkańców Kolumbii. 